# 圆形肿须蟹
圆形肿须蟹（学名：Labuanium rotundatum）为方蟹科肿须蟹属的动物。分布于夏威夷、密克罗尼西亚、波利尼西亚、澳大利亚、印度尼西亚、台湾岛等地，生活环境为海水，一般生活于沿海泥涂。